# Engelsk bitter

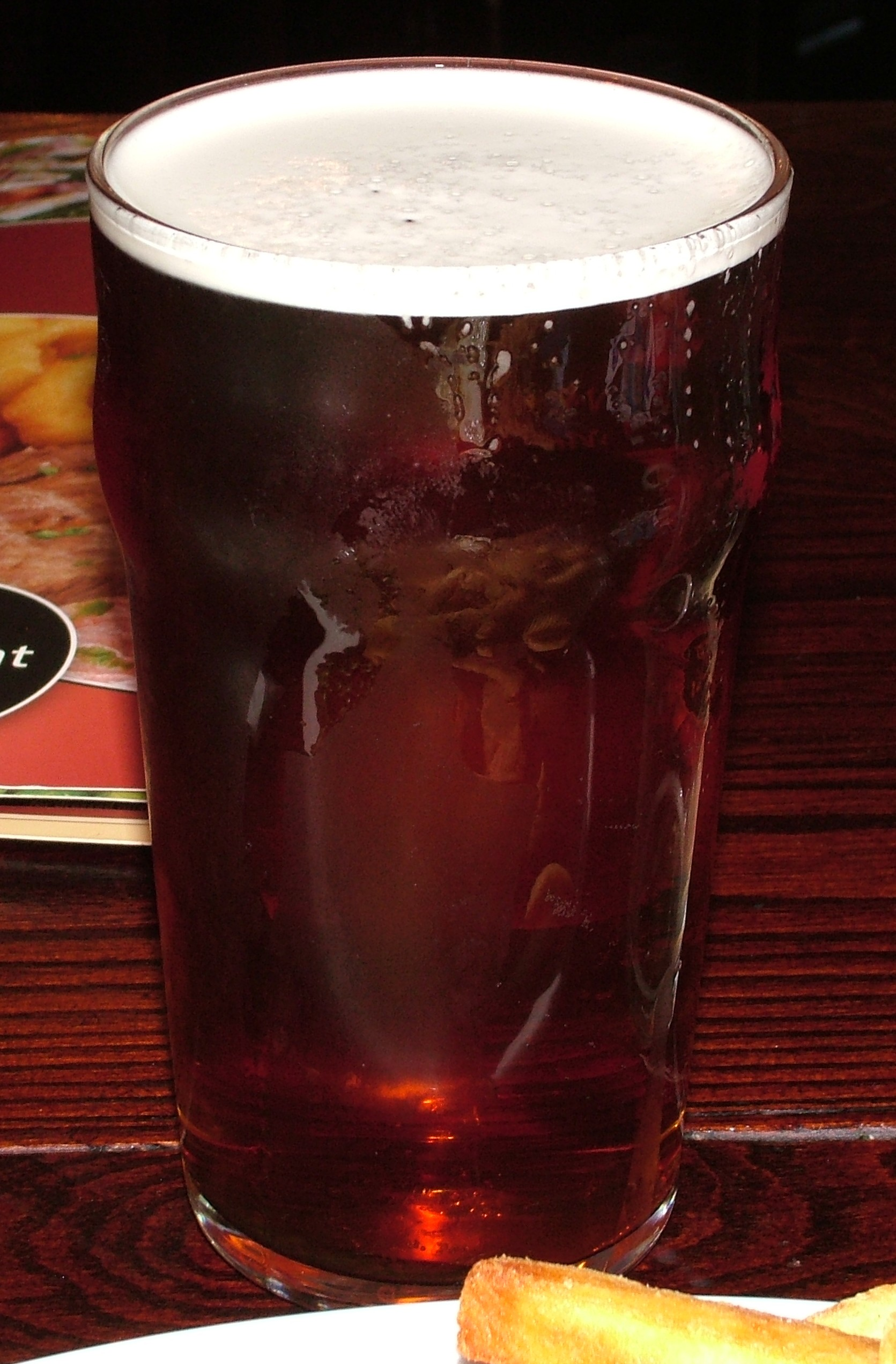
En pint bitter ale.

Engelsk bitter är en fyllig, besk och kopparfärgad Pale ale. Bitterns färg varierar mellan guld och mörk bärnsten, och dess alkoholhalt ligger mellan tre och sju procent.
En pint bitter är standardbeställningen i en brittisk pub, det kan i Sverige motsvaras av uttrycket "en stor stark".

## Stil
Den engelska bittern hör hemma i familjen Pale ale. Den kan ha en alkoholhalt på under 3 % kallas för Boys Bitter och en med hög alkoholhalt på upp mot 7 % kallas ofta för Premium eller Strong Bitter. Färgen kan justeras med hjälp av karamellmalt.